# Palle Lykke
Palle Lykke Jensen (Ringe, 4 de noviembre de 1936 - Bélgica, 19 de abril de 2013) fue un ciclista danés, que fue professional entre 1958 y 1969. Destacó sobre todo en el ciclismo en pista, donde consiguió 21 victorias en carreras de seis días. En ruta su principal éxito fue la victoria en el Campeonato de Flandes de 1965.
Era yerno de Rik Van Steenbergen.

## Palmarés en pista
- 1958

 Campeón de Dinamarca de velocidad
1º en los Seis días de Aarhus (con Kay Werner Nielsen)
1º en los Seis días de Dortmund (con Kay Werner Nielsen)
- 1959
  -  Campeón de Dinamarca de velocidad

1º en los Seis días de Berlín (con Kay Werner Nielsen)
1º en los Seis días de Frankfurt (con Kay Werner Nielsen)
1º en los Seis días de Copenhague (con Kay Werner Nielsen)
- 1960

 Campeón de Dinamarca de velocidad
1º en los Seis días de Frankfurt (con Kay Werner Nielsen)
1º en los Seis días de Zúrich (con Kay Werner Nielsen)
- 1961

 Campeón de Dinamarca de velocidad
1º en los Seis días de Aarhus (con Kay Werner Nielsen)
- 1962

Campeón de Europa en omnium
1º en los Seis días de Bruselas (con  Rik Van Steenbergen)
- 1963

Campeón de Europa de Madison (con Rik Van Steenbergen)
1º en los Seis días de Frankfurt (con Rik Van Steenbergen)
1º en los Seis días de Amberes (con Rik Van Steenbergen y Leo Proost)
1º en los Seis días de Münster (con Freddy Eugen)
- 1964

1º en los Seis días de Montreal (con Emile Severeyns)
- 1965

1º en los Seis días de Münster (con Freddy Eugen)
1º en los Seis días de Bremen (con Rik Van Steenbergen)
- 1966

1º en los Seis días de Montreal (con Emile Severeyns)
- 1967

1º en los Seis días de Zúrich (con Freddy Eugen)
1º en los Seis días de Montreal (con Freddy Eugen)
1º en los Seis días de Londres (con Freddy Eugen)
1º en los Seis días de Ámsterdam (con Freddy Eugen)
- 1968

1º en los Seis días de Berlín (con Freddy Eugen)

## Palmarés en ruta
- 1965

1º en el Campeonato de Flandes